# Hiến chương liên bang

Huy hiệu Quốc hội Hoa Kỳ

Hiến chương Quốc hội hoặc hiến chương liên bang là một đạo luật được Quốc hội Hoa Kỳ thông qua nhằm quy định sứ mệnh, quyền hạn và hoạt động của một tổ chức. Quốc hội ban hành hiến chương liên bang kể từ năm 1791 đến năm 1992 theo Tiêu đề 36 của Bộ luật Hoa Kỳ.
Mối quan hệ giữa Quốc hội và các tổ chức được thành lập theo hiến chương liên bang chủ yếu mang tính biểu tượng. Việc được Chính phủ Hoa Kỳ bảo trợ sẽ làm tăng thêm sự danh giá và chính danh cho tổ chức. Quốc hội trên thực tế không giám sát hoạt động hàng ngày của các tổ chức này mà yêu cầu báo cáo tài chính hàng năm.
Bởi vì Hiến chương Quốc hội là một đạo luật liên bang, nó phải được thông qua bởi cả Thượng viện và Hạ viện trước khi được Tổng thống Hoa Kỳ ký và ban hành vào luật.

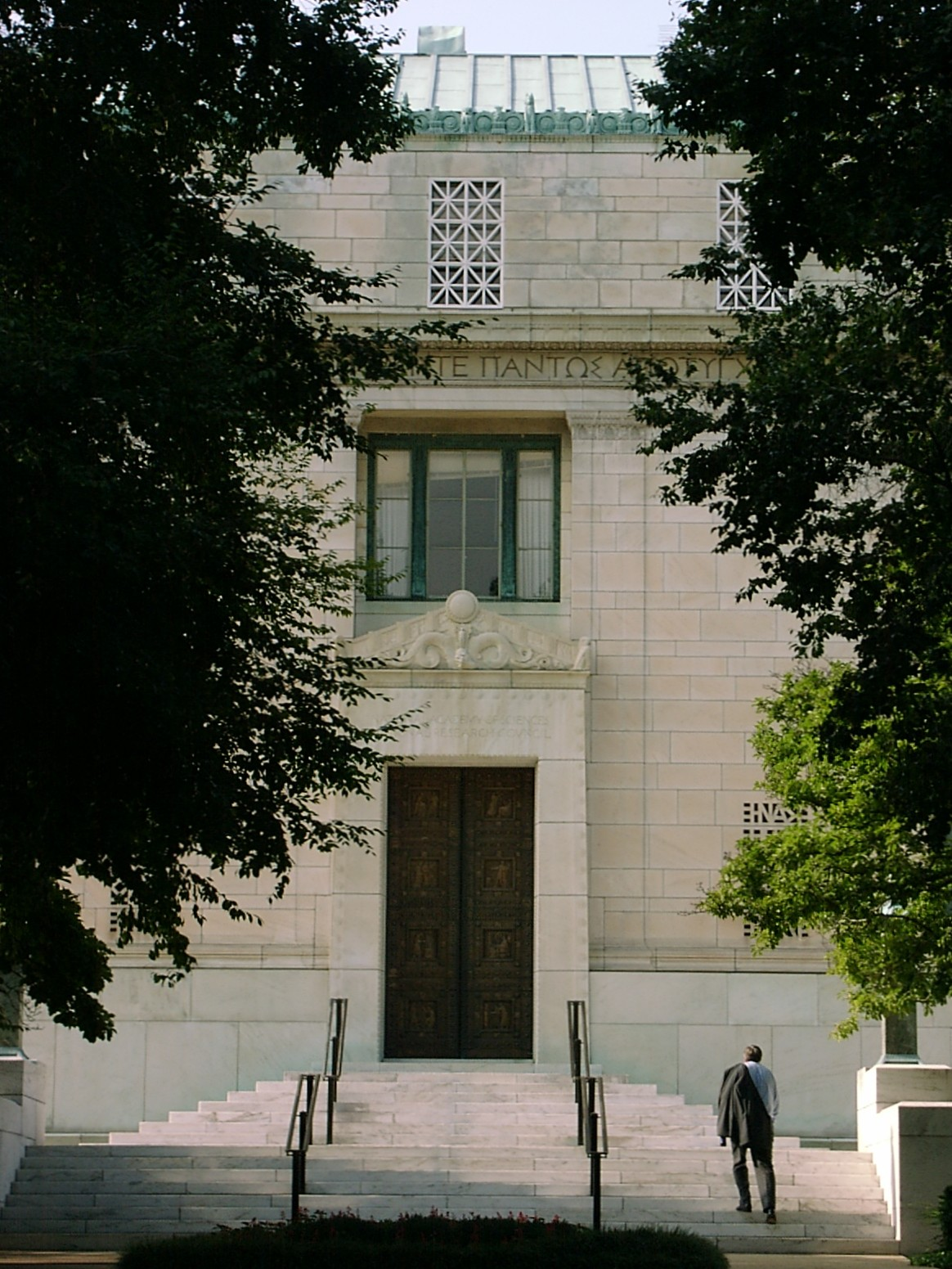
Viện Hàn lâm Khoa học Quốc gia Hoa Kỳ (NAS) được thành lập năm 1863 dưới Hiến chuơng Quốc hội và được Tổng thống Abraham Lincoln ký ban hành vào luật.

## Điều kiện

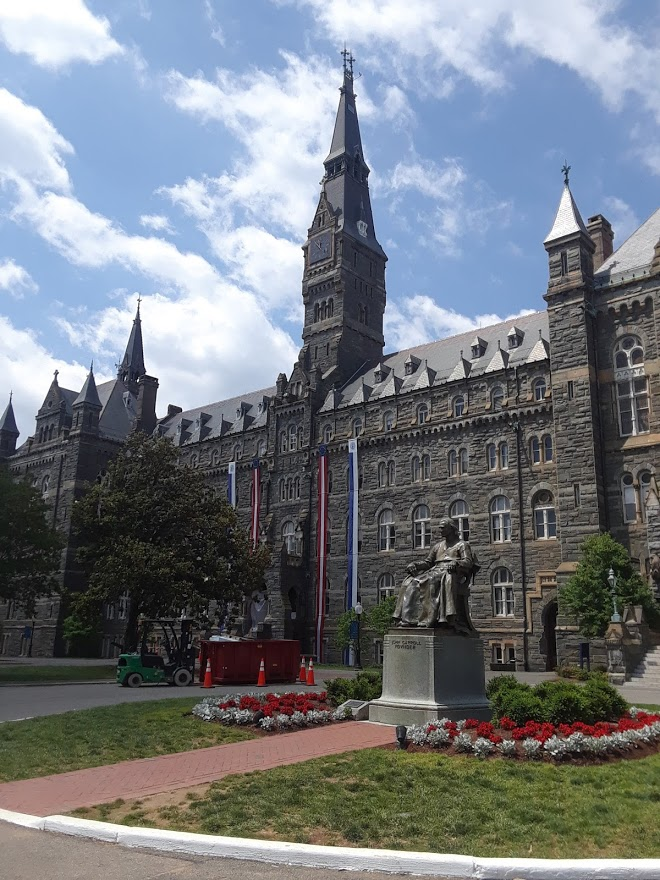
Đại học Georgetown là trường đại học đầu tiên tại Hoa Kỳ được thành lập dưới hiến chương quốc hội

Để thỏa mãn điều kiện thành lập theo hiến chương quốc hội, điều lệ và hoạt động của tổ chức phải vì lợi ích cộng đồng. Dự luật về việc ban hành hiến chương quốc hội cho tổ chức trên sẽ được trình ra Quốc hội và phải được các dân biểu biểu quyết thành dự luật trước khi trình lên Tổng thống để ký và ban hành thành luật.

## Chấm dứt
Đã có nhiều tranh cãi về quyền lực của chính phủ liên bang trong việc quản lý các công ty đã nhận được hiến chương quốc hội. Vì không hài lòng với hệ thống này, Ủy ban Tư pháp Hạ viện đã quyết định không xem xét hồ sơ xin cấp hiến chương liên bang sau năm 1992, mặc dù một số ít vẫn được cấp sau đó. Việc ban hành hiến chương hiện không bao gồm sự giám sát của Quốc hội.